# Jaroslav Heyrovský
Jaroslav Heyrovský (Praag, 20 december 1890 – aldaar, 27 maart 1967) was de eerste Tsjechische wetenschapper die in 1959 de Nobelprijs voor de Scheikunde werd toegekend. Hij kreeg deze Nobelprijs voor zijn ontdekking van de polarografie.

## Biografie
Jaroslav Heyrovský werd geboren in Praag als vijfde kind van Leopold Heyrovský en diens echtgenote Clara Hanl von Kirchtreu. Hij studeerde chemie, fysica en wiskunde aan de Universiteit van Praag. Hierna studeerde hij van 1910 tot 1914 aan het University College te Londen onder hoogleraren zoals William Ramsay, W.C. Lewis en Frederick Donnan. Heyrovský studeerde in 1913 af als Bachelor of Science. 
Door zijn samenwerking met hoogleraar Donnan ontwikkelde hij een grote interesse voor elektrochemie. In 1918 promoveerde Heyrovský en in 1923 behaalde hij zijn tweede doctoraal. Heyrovský was werkzaam aan de Karelsuniversiteit in Praag als assistent van hoogleraar B. Brauner in het Instituut van Analytische Scheikunde. In 1992 werd hij er universitair hoofddocent. Na verloop van tijd werd hij aldaar tot hoogleraar fysische chemie benoemd. Heyrovský's uitvinding van de polarografische methode dateert van 10 februari 1922. Vervolgens wijdde hij zijn gehele verdere wetenschappelijke carrière aan de ontwikkeling van deze nieuwe tak van de elektrochemie. Aan de universiteit formeerde hij een school van Tsjecho-Slowaakse polarografici.
In 1926 trad Heyrovský in het huwelijk met Marie Kořánová, het stel kreeg twee kinderen namelijk dochter Jitka en zoon Michael. Na de Tweede Wereldoorlog werd hij hoofd van het Polarografie Instituut aan de universiteit van Praag. In 1963 ging hij met emeritaat maar tot zijn dood bleef hij nog dagelijks aanwezig op dit instituut.

## Polarografie
Heyrovský is de grondlegger van polarografie, een elektrometrische methode die wordt gebruikt voor de analyse van metaalionen in een oplossing. Deze methode is gebaseerd op het verschijnsel polarisatie waarbij, in het kort, een elektrische stroom wordt gemeten als een functie van een aangelegde spanning als deze een elektrolytische cel passeert. Het mechanisme voor meting bestaat uit een potentiometer, die de spanning regelt, een galvanometer voor het meten van de elektrische stroom en een elektrolytische cel bestaande uit twee elektrodes.
Heyrovský ontwikkelde een automatische werkende polarograaf waarbij aan de galvanometer een schrijfstift was gekoppeld. Op deze wijze verkreeg hij een polarogram dat een stroom/spanningskromme weergaf, waaruit men de halfwaardepotentiaal kon aflezen.
1901: Van 't Hoff ·
1902: E. Fischer ·
1903: Arrhenius ·
1904: Ramsay ·
1905: Baeyer ·
1906: Moissan ·
1907: Buchner ·
1908: Rutherford ·
1909: Ostwald ·
1910: Wallach ·
1911: Curie ·
1912: Grignard, Sabatier ·
1913: Werner ·
1914: Richards ·
1915: Willstätter ·
1918: Haber ·
1920: Nernst ·
1921: Soddy ·
1922: Aston ·
1923: Pregl ·
1925: Zsigmondy ·
1926: Svedberg ·
1927: Wieland ·
1928: Windaus ·
1929: Harden, Euler-Chelpin ·
1930: H. Fischer · 
1931: Bosch, Bergius ·
1932: Langmuir ·
1934: Urey ·
1935: F. Joliot-Curie, I. Joliot-Curie ·
1936: Debye ·
1937: Haworth, Karrer ·
1938: Kuhn ·
1939: Butenandt, Ružička ·
1943: Hevesy · 
1944: Hahn ·
1945: Virtanen ·
1946: Sumner, Northrop, Stanley ·
1947: Robinson · 
1948: Tiselius · 
1949: Giauque ·
1950: Diels, Alder ·
1951: McMillan, Seaborg ·
1952: Martin, Synge ·
1953: Staudinger ·
1954: Pauling ·
1955: Vigneaud ·
1956: Hinshelwood, Semjonov ·
1957: Todd ·
1958: Sanger ·
1959: Heyrovský ·
1960: Libby ·
1961: Calvin ·
1962: Perutz, Kendrew ·
1963: Ziegler, Natta ·
1964: Hodgkin ·
1965: Woodward ·
1966: Mulliken ·
1967: Eigen, Norrish, Porter ·
1968: Onsager ·
1969: Barton, Hassel ·
1970: Leloir ·
1971: Herzberg ·
1972: Anfinsen, Moore, Stein · 
1973: E.O. Fischer, Wilkinson · 
1974: Flory ·
1975: Cornforth, Prelog ·
1976: Lipscomb ·
1977: Prigogine · 
1978: Mitchell ·
1979: Brown, Wittig ·
1980: Berg, Gilbert, Sanger ·
1981: Fukui, Hoffmann ·
1982: Klug ·
1983: Taube ·
1984: Merrifield ·
1985: Hauptman, Karle ·
1986: Herschbach, Lee, Polanyi ·
1987: Cram, Lehn, Pedersen ·
1988: Deisenhofer, Huber, Michel ·
1989: Altman, Cech ·
1990: Corey ·
1991: Ernst ·
1992: Marcus ·
1993: Mullis, Smith ·
1994: Olah ·
1995: Crutzen, Molina, Rowland ·
1996: Curl, Kroto, Smalley ·
1997: Boyer, Walker, Skou ·
1998: Kohn, Pople ·
1999: Zewail ·
2000: Heeger, MacDiarmid, Shirakawa ·
2001: Knowles, Noyori, Sharpless ·
2002: Fenn, Tanaka, Wüthrich ·
2003: Agre, MacKinnon ·
2004: Ciechanover, Hershko, Rose ·
2005: Grubbs, Schrock, Chauvin ·
2006: Kornberg ·
2007: Ertl ·
2008: Shimomura, Chalfie, Tsien ·
2009: Steitz, Yonath, Ramakrishnan ·
2010: Heck, Negishi, Suzuki ·
2011: Shechtman ·
2012: Kobilka, Lefkowitz ·
2013: Karplus, Levitt, Warshel ·
2014: Betzig, Hell, Moerner ·
2015: Lindahl, Modrich, Sancar ·
2016: Sauvage, Stoddart, Feringa ·
2017: Dubochet, Frank, Henderson · 
2018: Arnold, Winter, Smith ·   
2019: Goodenough, Whittingham, Yoshino ·
2020: Charpentier, Doudna ·
2021: List, MacMillan ·
2022: Bertozzi, Meldal, Sharpless ·
2023: Bawendi, Brus, Jekimov ·
2024: Baker, Hassabis, Jumper